# Lepidodendron

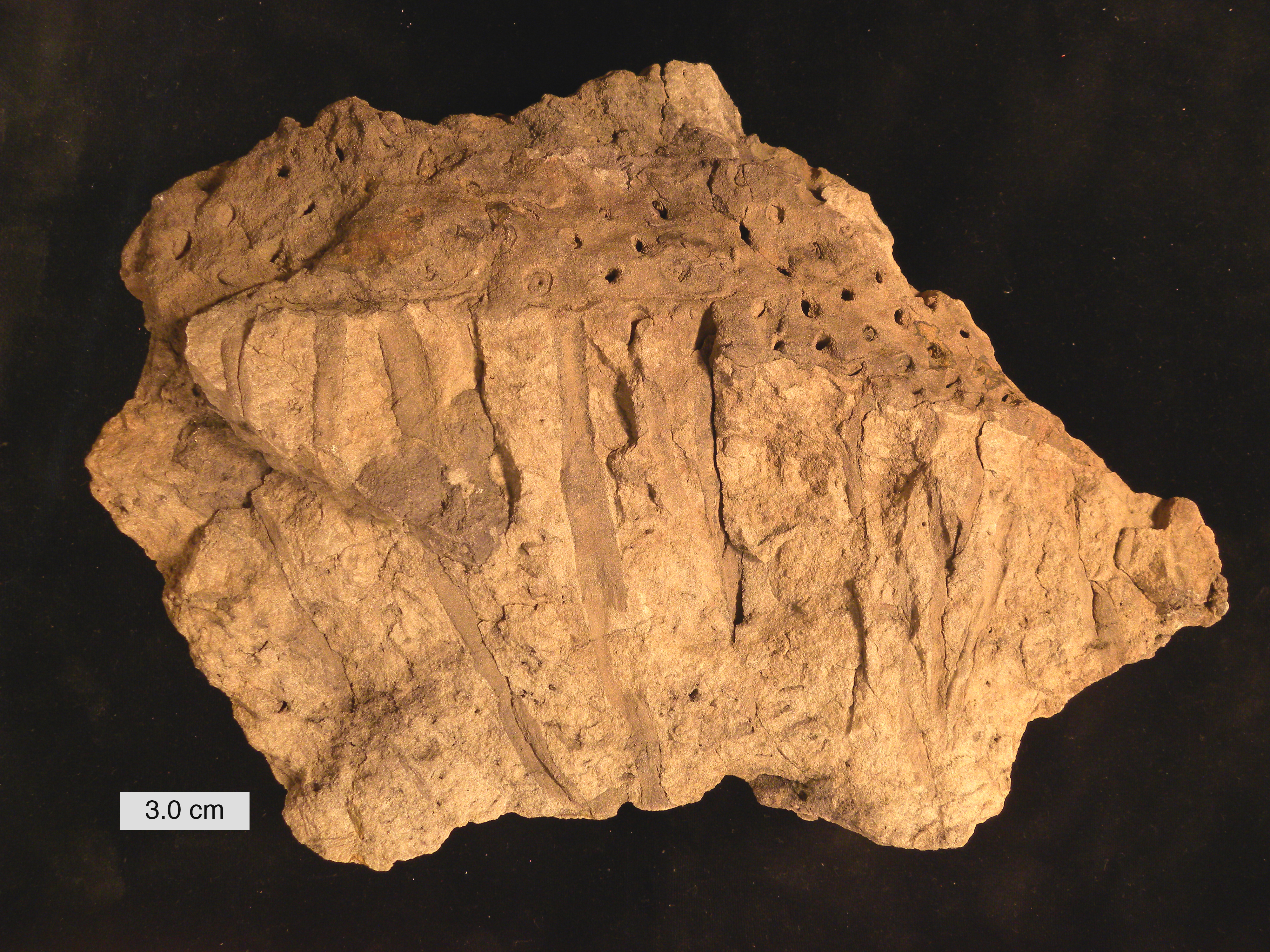

Lepidodendron (Sternb., 1820) è un genere di alberi fossili dell'ordine Lepidodendrales, vissuto dal Devoniano al Permiano.

## Descrizione

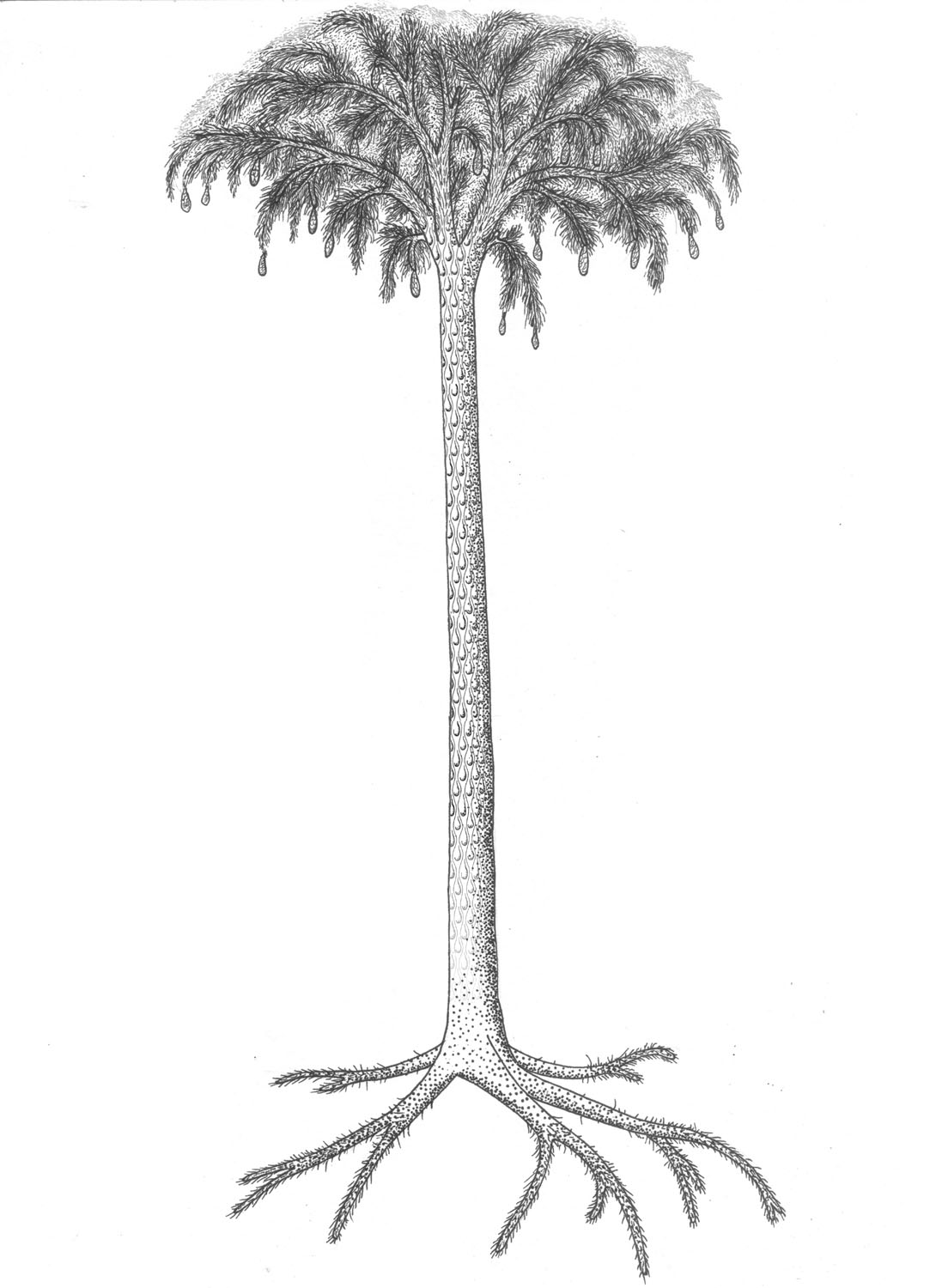
Riproduzione di Lepidodendron

Alti anche trenta metri, i lepidodendri appartenevano alle licofite arboree.
Il loro fusto era ricoperto da vistose cicatrici fogliari disposte a spirale; le foglie, lineari, corte e a sezione quadrangolare, erano presenti solo sui rametti più giovani. Il tronco dei lepidodendri, alla base, poteva raggiungere un diametro di due metri, e si biforcava solo in alto. Queste piante avevano anche un accrescimento secondario del fusto, a opera di un cambio.

## Specie
Lepidodendron aculeatum - Lepidodendron acuminatum - Lepidodendron acutangulum - Lepidodendron acutum - Lepidodendron africanum - Lepidodendron anomalum - Lepidodendron aolungpylukense - Lepidodendron arberi - Lepidodendron brevifolium - Lepidodendron canobianum - Lepidodendron carinum - Lepidodendron dichotomum - Lepidodendron emarginatum - Lepidodendron feistmantelii - Lepidodendron galeatum - Lepidodendron gaudryi - Lepidodendron hastatum - Lepidodendron incertum - Lepidodendron lanceolatum - Lepidodendron loricatum - Lepidodendron losseni - Lepidodendron lycopodioides - Lepidodendron mannebachense - Lepidodendron mansfieldense - Lepidodendron nanpiaoense - Lepidodendron ninghsiaense - Lepidodendron obovatum - Lepidodendron oculus-felis - Lepidodendron ophiurus - Lepidodendron ostraviense - Lepidodendron patagonicum - Lepidodendron perforatum - Lepidodendron posthumii - Lepidodendron pyramidensis - Lepidodendron quadrangulare - Lepidodendron rhodeanum - Lepidodendron rhodummense - Lepidodendron rigens - Lepidodendron rimosum - Lepidodendron sahariense - Lepidodendron scutatum - Lepidodendron selaginelloides - Lepidodendron serpentigerum - Lepidodendron serratum - Lepidodendron simile - Lepidodendron spetbergense - Lepidodendron subdichotomum - Lepidodendron subrhombicum - Lepidodendron szeianum - Lepidodendron taichinganense - Lepidodendron tripunctatum - Lepidodendron vasculare - Lepidodendron vasiuchitschevii - Lepidodendron veltheimii - Lepidodendron volkmannianum - Lepidodendron worthenii